# قارة خان السفلى (بوزي)
قارة خان السفلى (بالفارسية: قره‌خان سفلی) هي منطقة سكنية تقع في إيران في قسم بوزي الريفي. يقدر عدد سكانها بـ 24 نسمة .